# Фейербах, Фридрих Генрих
Фри́дрих Ге́нрих фон Фейербах (нем. Friedrich Heinrich von Feuerbach; 29 сентября 1806, Ландсхут — 24 января 1880, Нюрнберг) — немецкий писатель, сын криминалиста П. Й. А. фон Фейербаха и младший брат философа Людвига Андреса фон Фейербаха.
Главной областью его занятий была филология, но он проявлял большой интерес и к философии, где являлся верным последователем своего брата Людвига. По его словам, «он проповедовал то, чему учил его брат».
Кроме стихотворных переводов с санскрита, итальянского и испанского языков, он написал:
- «Theanthropos» (Цюрих, 1838);
- «Религия будущего» (нем. «Die Religion der Zukunft»)
  - ч. I — «Религия будущего» (Цюрих, 1843),
  - ч. II — «Предназначение человека» (нем. «Die Bestimmung des Menschen»; Нюрнберг, 1844);
  - ч. III — «Человек или Христос?» (нем. «Mensch oder Christ?»; Нюрнберг, 1845));
- «Церковь будущего» (нем. «Die Kirche der Zukunft»; Берн, 1847);
- «Мысли и факты» (нем. "Gedanken und Thatsachen»; Гамбург, 1862) и пр.